# 文圖拉 (新墨西哥州)
文圖拉（英語：Ventura）是位於美國新墨西哥州盧納縣的普查規定居民點。

## 人口
根據2020年美國人口普查的數據，文圖拉的面積為14.14平方千米，皆為陸地。當地共有人口535人，而人口密度為每平方千米37.84人。